# Real Federación Española de Vela
La Real Federación Española de Vela (RFEV), según el artículo 1 de sus estatutos, 

es una entidad privada de utilidad pública que, constituida al amparo de la ley 10/1.990, de 15 de octubre, del Deporte, extiende su actividad y competencia a todo el territorio nacional, y está compuesta por las Federaciones deportivas de ámbito autonómico integradas, los clubes deportivos, los deportistas, los técnicos, los jueces y aquellos otros colectivos integrados que promuevan o practiquen la modalidad deportiva de la Vela.

Supervisa y emite resultados, calendario, rankings y ratings. Se encarga de la formación y elección de los integrantes de los equipos que representarán a España en las competiciones internacionales de vela, incluido el equipo olímpico.

## Afiliaciones
Está afiliada a:
- Comité Olímpico Español (COE)
- Federación Internacional de Vela (ISAF)
- Federación Europea de Vela (Eurosaf)
- Offshore Racing Congress (ORC)

## Historia
Desde el año 1900 existía en España una Federación de Clubes Náuticos del Cantábrico, que formaban el Real Club de Regatas de Santander, el Real Club Náutico de San Sebastián y el Real Sporting Club. En 1906 se suman a estos tres clubes otros cuatro: El Real Club de Regatas de Alicante, el Real Club Náutico de Barcelona, el Real Club Marítimo del Abra y el Real Club de Regatas de Cartagena, y crean la Federación Española de Clubes Náuticos, que se convirtió, a todos los efectos, en la autoridad nacional. Su primer presidente, Victoriano López-Dóriga, asistió al año siguiente a la fundación en París de la International Yacht Racing Union -IYRU-, actual Federación Internacional de Vela. La Federación Española de Clubes Náuticos se convirtió en Federación Española de Vela en 1966, y el 8 de abril de 1987 en Real Federación Española de Vela.
| Clubes fundadores FECN             |                  |
| Club                               | Año de fundación |
| Real Club de Regatas de Santander  | 1870             |
| Real Club de Regatas de Alicante   | 1889             |
| Real Club Náutico de San Sebastián | 1896             |
| Real Sporting Club                 | 1898             |
| Real Club Marítimo del Abra        | 1902             |
| Real Club de Regatas de Cartagena  | 1905             |
| Real Club Náutico de Barcelona     | 1909             |

## Presidentes
| Periodo   | Presidente                     |
| --------- | ------------------------------ |
| 1906-38   | Victoriano López-Dóriga Sañudo |
| 1940-45   | Luis Arana Urigüen             |
| 1945-59   | Pedro de Galíndez              |
| 1959-68   | Juan Manuel Alonso-Allende     |
| 1968-71   | Rafael Gil Alfaro              |
| 1971-84   | Miguel Company Martorell       |
| 1984-92   | Arturo Delgado de Almeida      |
| 1992-96   | Fernando Bolín Saavedra        |
| 1996-2000 | Arturo Delgado de Almeida      |
| 2001-12   | Gerardo Pombo García           |
| 2012-15   | José Ángel Rodríguez Santos    |
| 2015-21   | Julia Casanueva San Emeterio   |
| 2021-24   | José Javier Sanz Fernández     |
| 2024-     | Joaquín González Devesa        |

## Clases
La Real Federación Española de Vela reconoce los siguientes tipos de Clases:
- Clases Olímpicas, las reconocidas por el Comité Olímpico Internacional.
- Clases Vela Adaptada, las reconocidas por el Comité Para World integrado en WS.
- Clases Infantiles, son las definidas por la Junta Directiva de la RFEV en función de la edad de los regatistas y por su valor estratégico para el desarrollo de la vela española.
- Clases Estratégicas, son las definidas por la Junta Directiva de la RFEV por su valor estratégico para el desarrollo de la vela española.
- Clases Nacionales, son las Clases Internacionales reconocidas por la WS que celebren su Campeonato Autonómico en, por lo menos, 4 Federaciones Autonómicas con un mínimo de 5 barcos salidos en su Sistema de clasificación Autonómico, así como aquellas Clases que la Junta Directiva reconozca como tales por razones históricas.
- Clases de Interés, son aquellas que, por su característica futurista o de interés nacional sea reconocida por la Junta Directiva de la RFEV.
- Otras Clases, son aquellas que no cumplen con lo descrito anteriormente.

| Tipo           | Clases |
| -------------- | --- |
| Olímpicas      | - 470 - 49er - 49erFX - ILCA 7 - ILCA 6 - Nacra 17 - Formula Kite - IQFoil |
| Estratégicas   | - Optimist - Techno 293 OD - ILCA 4 - ILCA 6 - IQFoil - 420 - 49erFX - 49er - 29er                                                                                                  |
| Nacionales     | - Techno 293 - 420 - 470 - 29er - ILCA 6 - Finn - Snipe - Catamarán - Europa - Patín a vela - Vaurien - Fórmula Windsurfing - Windsurfer - Raceboard - IOM - Funboard - Techno Plus |
| De Interés     | - TT:R - Kiteboarding Expresión - Wingfoil - Kite Foil - Nacra 15 |
| Otras          | - Flying Dutchman - Soling |
| Vela adaptada  | - Hansa303 Individual |
| Vela inclusiva | - Hansa303 Doble - 2.4mR - RS: Venture |

## Copa América
La RFEV desafió al club defensor, la Sociedad Náutica de Ginebra, en la 32.ª edición de la Copa América de Vela, presentando como representante al equipo Desafío Español 2007.